# Revisnye
Revisnye (szlovákul Revišné) Nagyfalu településrésze, korábban önálló falu Szlovákiában, a Zsolnai kerületben, az Alsókubini járásban.

## Fekvése
Alsókubintól 3 km-re északnyugatra fekszik.

## Története
1272-ben szerepel először az írott forrásokban „Riuisne”, „Rivisne” alakban. 1551-ben „Orwisno”, 1595-ben „Revissne”, 1626-ban Orviste néven említik. A Reviczky család tulajdonában állt. 1778-ban 162 lakosa volt, közülük 15 nemesi család.
A 18. század végén Vályi András így ír róla: „REVISNYE. Tót falu Árva Várm. földes Ura Reviczky Uraság, kik között nevezetet kíván néhai Gróf Reviczky Károly, a’ ki Lengyel, Burgus, és Ángoly Országokban Követséget viselt vala; több nevezetes Férfiak is származának e’ Nemzetségből; Leány ágon pedig N. B. Reviczky Judit A., a’ kit Hg. Hohenlohe veve Hitvesűl; lakosai katolikusok, fekszik Nagy-Falu Mezővárosnak szomszédságában; határja, illő mívelés után jó gabonát terem, ’s közép termékenységű, vagyonnyai külömbfélék, vizei gyakorta kiszáradnak.”
1828-ban 29 házában 199 lakos élt. Lakói mezőgazdasággal foglalkoztak.
Fényes Elek 1851-ben kiadott geográfiai szótárában így ír a faluról: „Revisnye, tót falu, Árva vármegyében, Velicsnához nyugotra egy 1/2 órányira: 82 kath., 111 evang. 6 zsidó lak. Fekszik egy patak mellett, igen kies vidéken. Földje a buzát is megtermi. Eredeti helye a virágzó Reviczky családnak. Ut. p. Rosenberg.”
A trianoni diktátumig Árva vármegye Alsókubini járásához tartozott.
1950-óta Nagyfalu része.

## Népessége
1910-ben 75, túlnyomórészt szlovák anyanyelvű lakosa volt.

## Nevezetességei
- 18. századi kúriája, melyet a 19. században átépítettek.

## Külső hivatkozások
- Revisnye Szlovákia térképén

## Lásd még
- Nagyfalu